# Pelves
Pelves là một xã trong tỉnh Pas-de-Calais, vùng Hauts-de-France, Pháp.

## Địa lý
Pelves có cự ly 6 dặm (10 km) về phía đông Arras, tại giao lộ của các tuyến đường D33E and C4, trong thung lũng sông Scarpe và về phía nam giao lộ A1 và A26 autoroute.

## Dân số
| 1962                                                              | 1968 | 1975 | 1982 | 1990 | 1999 | 2006 |
| ----------------------------------------------------------------- | ---- | ---- | ---- | ---- | ---- | ---- |
| 554                                                               | 573  | 607  | 653  | 785  | 716  | 727  |
| Số liệu điều tra dân số tính từ năm 1962, dân số chỉ tính một lần |      |      |      |      |      |      |

## Địa điểm nổi bật
- Nhà thờ St.Vaast, rebuilt along with the entire village, after World War I.
- The Commonwealth War Graves Commission cemetery.